# Plav (Tschechien)
Plav (tschechisch bis 1924: Plavo bzw. Plava; deutsch Plaben) ist eine Gemeinde im Okres České Budějovice in Tschechien. Sie liegt beiderseits der Maltsch, nahe Budweis und Kamenný Újezd.

## Geographie
Plav liegt südlich von Budweis an beiden Ufern der Maltsch, in welche der Zufluss Bukovský potok im Ort mündet. Im Westen des Gemeindegebiets verläuft die Dálnice 3.

### Nachbargemeinden
| Včelná Bienendorf          | Roudné Ruden                                | Vidov Wiederpolen   |
| Kamenný Újezd Steinkirchen | Kompassrose, die auf Nachbargemeinden zeigt | Heřmaň Hermannsdorf |
|                            | Doudleby Teindles                           |                     |

### Gemeindegliederung
Für die Gemeinde Plav sind keine Ortsteile ausgewiesen. Grundsiedlungseinheiten sind Plav, Plav-u Včelné und Plav-za Malší.

## Geschichte

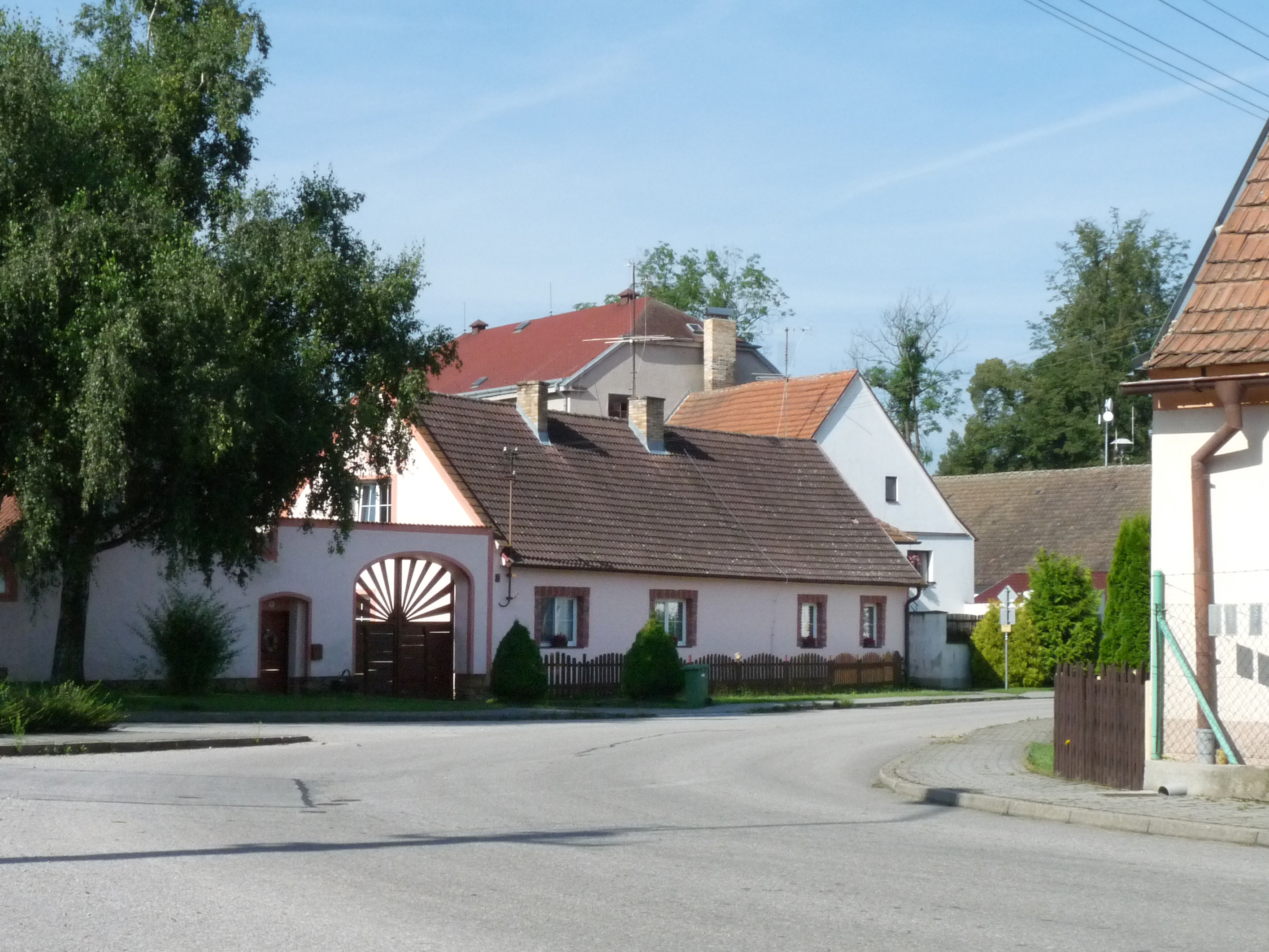
Dorfplatz

Einer Legende nach wurde auf der Maltsch drei Brüder hier angeschwemmt. Diese beschlossen zu bleiben und erbauten sich ein Haus, das sie Plavo (Floß) nannten.
Die erste urkundliche Erwähnung von Plavo stammt vom 4. Juni 1262, als Vok de Rosenberg in seinem Testament das Dorf dem Kloster Hohenfurth zusprach. 1273 tauschte König Přemysl Ottokar II. mit dem Kloster den Ort gegen Rožnov und übergab ihn der von ihm inzwischen gegründete Stadt Budweis. Sein Sohn Wenzel II. übereignete Plavo 1292 dem Kloster zurück. Seit 1400 besaß Plavo Braurecht, die führte vielfach die Fehden mit der Stadt Budweis. Das Kloster errichtete 1450 eine Mühle. 1489 bestand das Dorf aus 16 Gehöften. Im Jahre 1571 zerstörte ein Großfeuer die Mühle und fast das ganze Dorf.
In den Napoleonischen Kriegen war in Plavo eine kleinere Abteilung der Franzosen einquartiert.
1892 begann der Bau eines Schulhauses aus Spenden der Einwohner, der 1894 abgeschlossen war. Zwischen 1895 und 1896 wurde die Maltsch reguliert und dabei eine gusseiserne Laufbrücke, die auf steinernen Pfeilern ruht, über den Fluss errichtet. Da der Fluss der Flößerei des Holzes aus den Bucquoyschen Wäldern bei Gratzen nach Budweis diente, entstand ein Wehr mit vorgesetztem Floßrechen und eine Floßschleuse. Die Leitung des Projekts hatte der gräflich-bucquoysche Ingenieur Augustin Prochaska inne.
1905 begann der Bau der Landstraße nach Budweis, der 1907 vollendet wurde. In dieser Zeit erfolgte auch die Eingemeindung der umliegenden Siedlungen. Zwischen 1912 und 1913 entstand eine neue Gewölbebrücke aus Stahlbeton über den Fluss und den Mühlgraben.
1913 lebten in der Gemeinde Plavo 641 Einwohner, die ausnahmslos der tschechischen Volksgruppe angehörten. Dazu gehörten die Dörfer Plavo mit 256 Einwohnern, Heřmaň mit 285 Einwohnern und Vidov, in dem 89 Menschen lebten. Am 17. November 1924 wurde der Name des Dorfes in Plav geändert.
1979 wurde die Schule geschlossen, das Gebäude wurde inzwischen zu einem Seniorenzentrum umgenutzt. Seit 1990 ist Plav, das seit 1976 nach Doudleby eingemeindet war, wieder selbständig. Im Jahre 2002 wurde das Dorf am 7. und 8. August sowie 12. und 13. August durch das schwerste Hochwasser in seiner Geschichte stark betroffen. Dabei erreichte die Maltsch einen Wasserstand von 1,80 m.

## Bevölkerungsentwicklung
| Jahr      | 1869 | 1880 | 1890 | 1900 | 1910 | 1921 | 1930 | 1950 | 1961 | 1970 | 1980 | 1991 | 2001 | 2011 | 2021 |
| --------- | ---- | ---- | ---- | ---- | ---- | ---- | ---- | ---- | ---- | ---- | ---- | ---- | ---- | ---- | ---- |
| Einwohner | 206  | 243  | 238  | 257  | 267  | 289  | 325  | 238  | 212  | 209  | 200  | 206  | 282  | 397  | 440  |

## Sehenswürdigkeiten
- Historisches Speicherhaus, vermutlich während der Spätrenaissance errichtet
- Im nahegelegenen Wald befinden sich mehrere heidnische Grabstätten. Die Grabhügel wurden im 19. Jahrhundert archäologisch untersucht und die Funde werden im Südböhmischen Museum (Jihočeský muzeum) aufbewahrt. Eine Kassette mit Erde der Gräber wurde am 16. Mai 1868 zur Grundsteinlegung des Prager Nationaltheaters beigefügt.
- Gusseiserne Brücke und Floßanlagen an der Maltsch
- Bildsäule des Hl. Johannes von Nepomuk an der Maltsch, 1882 im Auftrag des Direktors Krauskop der gräflich-bucquoyschen Verwaltung zu Gratzen als Symbol zur Abkehr von Hochwasserfluten errichtet